# Internationale betrekkingen van Suriname
De internationale betrekkingen van Suriname betreffen de relaties met andere landen, zowel bilateraal als in organisatieverband.
Surinaamse diplomaten die op hoog niveau hebben gefunctioneerd, zijn Albert Ramdin (plaatsvervangend secretaris-generaal van de OAS), Manorma Soeknandan (plaatsvervangend secretaris-generaal van de Caricom) en Henri Guda (secretaris-generaal van de IBA).

## Grensgeschillen
Suriname heeft grensgeschillen met in het zuiden met Frans-Guyana, evenals in het zuiden met Guyana (Tigri-gebied). De geschillen komen voort uit onduidelijke afspraken van Nederland met de buurlanden uit de koloniale tijd.

## Veiligheid
De Guyanese universitair docent Mark Kirton pleitte er in 2017 in Brazilië voor om Amazon Surveillance System uit te breiden naar de drie Guyana's. Dit is een uitgebreid controlesysteem in Brazilië voor de handhaving van grensoverschrijdende criminaliteit en monitoring van het Amazonegebied.

## Surinaamse diaspora
Sinds de 20e eeuw en met name sinds de jaren 1970 vertrokken grote groepen Surinamers naar Nederland en in mindere mate naar de Cariben, België, Frans-Guyana en de Verenigde Staten. Sinds 2010 en vooral 2020 voeren Surinaamse regeringen een actief beleid om deze Surinaamse diaspora actiever bij de ontwikkeling van Suriname te betrekken, zowel met beleid als met de oprichting van speciale instanties.

## Uitwisseling
Suriname heeft studiebeursprogramma's met een groot aantal landen, waardoor Surinaamse jongeren in het buitenland kunnen studeren.
Sinds het aantreden van het kabinet-Santokhi in 2020 breidde minister Albert Ramdin het aantal diplomatieke posten in het buitenland uit. Als reactie op kritiek hierop twee jaar later, reageerde hij dat de regering sinds het aantreden 35 miljoen USD had binnengehaald aan donaties en goederen van bevriende naties, terwijl de kosten 7,5 miljoen per jaar bedragen.

## Multilaterale betrekkingen

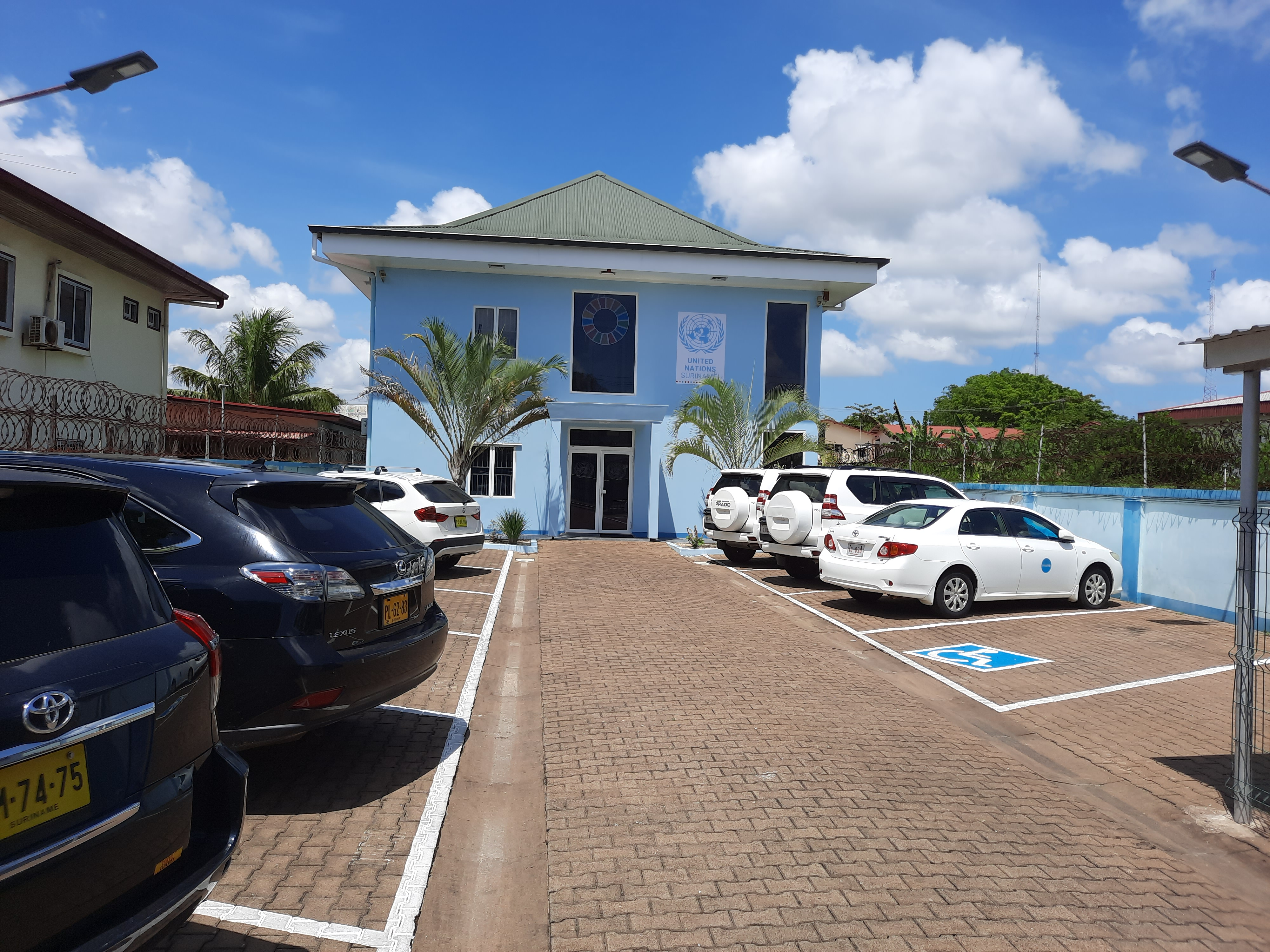
Vestiging van het Ontwikkelingsprogramma van de VN (UNDP) in Paramaribo

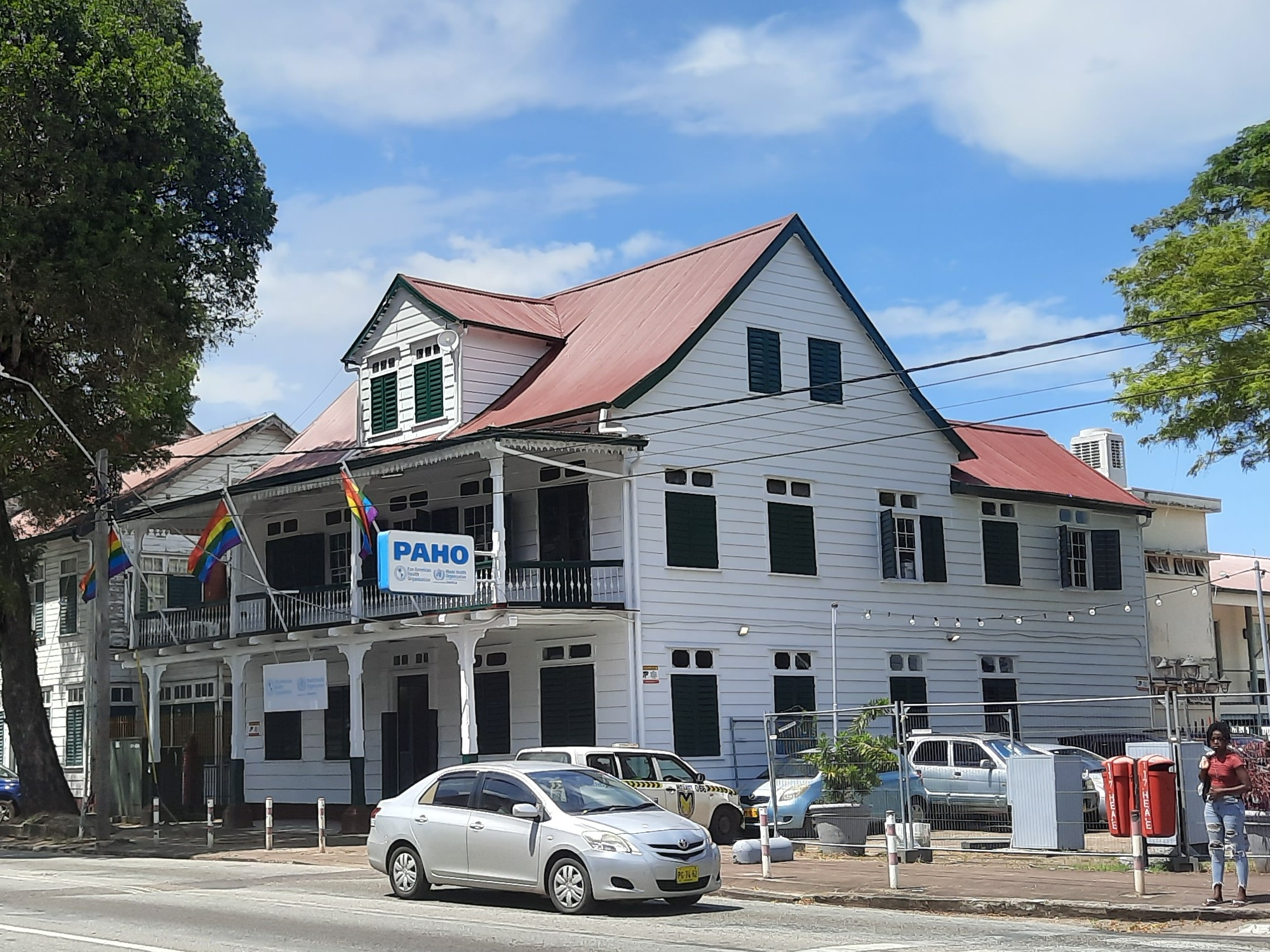
Vestiging van de Pan-Amerikaanse Gezondheidsorganisatie (PAHO) in Paramaribo

Na de onafhankelijkheid onttrok Suriname zich uit het isolement, waarin het zich als kolonie van Nederland had bevonden, aldus premier Henck Arron in 1976 ten overstaan van de Algemene Vergadering van de Verenigde Naties (VN). Suriname was toen al lid van  de VN en Arron kondigde de aanvraag van het lidmaatschap van de Organisatie van Amerikaanse Staten tijdens die toespraak al aan. Daarna volgden de lidmaatschappen van meer internationale organisaties. Daarnaast onderhouden Suriname en de Europese Unie banden onderling, zowel onderling als multilateraal in via de Overeenkomst van Lomé. Hieronder volgt een overzicht.

### Verenigde Naties
Op 1 december 1975, een kleine week na de Surinaamse onafhankelijkheid op 25 november, nam de Veiligheidsraad unaniem resolutie 382 aan waarin het lidmaatschap van de Verenigde Naties werd aanbevolen. Op donderdag 4 december volgde de definitieve toelating door stemming in de Algemene VN-Vergadering. Suriname heeft geen grote invloed binnen de VN. Wel levert het geregeld een strategische stem, in ruil voor steun aan projecten in eigen land. Suriname is ook aangesloten bij de Economische Commissie voor Latijns-Amerika en de Caraïben van de VN.

### Organisatie van Amerikaanse Staten
Suriname trad op 22 februari 1977 toe als lid van de Organisatie van Amerikaanse Staten (OAS). Daarvoor had het een waarnemersstatus. Albert Ramdin was van circa 2005 tot 2015 plaatsvervangend secretaris-generaal bij de OAS. Daarnaast wordt een permanent vertegenwoordiger (ambassadeur) benoemd en naar de OAS in Washington D.C. gezonden. Dit is vaak een dubbelfunctie van de ambassadeur voor de Verenigde Staten. Suriname is gebonden aan verschillende internationale verdragen die uit de OAS zijn voortgekomen.

### Caricom
President Ronald Venetiaan tekende op 4 juli 1995 voor het lidmaatschap van de Caricom. Tegenstanders hadden angst dat het land overspoeld zou worden met producten uit de regio. Uit het lidmaatschap ontstonden verschillende initiatieven, zoals de oprichting van een Nationaal Jeugdparlement in 2004 en de invoering van een Caricom-paspoort. Verschillende Caricom-instituten werden in Suriname gevestigd, waaronder het vertaalinstituut CRITI en de mededingingsautoriteit CCC, beide in 2008, en het landbouwstandaardenbureau CAHFSA in 2010.

### Overige lidmaatschappen
- Wereldbank
- Internationaal Monetair Fonds
- Inter-Amerikaanse Ontwikkelingsbank
- Caraïbische Ontwikkelingsbank (CDB)
- International Finance Corporation
- Associatie van Caribische Staten
- Nederlandse Taalunie
- International Bauxite Association
- Gemeenschap van Latijns-Amerikaanse en Caraïbische Staten (CELAC)
- Groep van 77
- ACS-staten
- Beweging van Niet-Gebonden Landen
- Small Island Developing States
- Organisatie voor Islamitische Samenwerking
- Unie van Zuid-Amerikaanse Naties (UNASUR)
- Forum voor de Vooruitgang en Ontwikkeling van Zuid-Amerika (PROSUR)
- Mercosur
- Petrocaribe (tot 2018)
- Initiatief voor Infrastructurele Integratie van Zuid-Amerika
- Organisatie van de Overeenkomst voor Amazonische Samenwerking

## Bilaterale betrekkingen
| Land                | begin betrekkingen | betrekkingen                                       | overig                  |
| ------------------- | ------------------ | -------------------------------------------------- | ----------------------- |
| Argentinië          | 20 juli 1977       | Argentijns-Surinaamse betrekkingen                 |                         |
| Armenië             | 24 juli 1999       |                                                    |                         |
| Australië           | 3 februari 1994    |                                                    |                         |
| Azerbeidzjan        | 11 februari 2000   | Azerbeidzjaans-Surinaamse betrekkingen             |                         |
| Barbados            | 8 maart 1978       | Barbadiaans-Surinaamse betrekkingen                |                         |
| Belize              | 13 mei 1998        |                                                    |                         |
| België              | 1976               | Belgisch-Surinaamse betrekkingen                   |                         |
| Brazilië            | 1976               | Braziliaans-Surinaamse betrekkingen                | Braziliaanse Surinamers |
| Canada              | november 1975      | Canadees-Surinaamse betrekkingen                   |                         |
| China               | 25 november 1975   | Chinees-Surinaamse betrekkingen                    | Chinese Surinamers      |
| Chili               |                    | Chileens-Surinaamse betrekkingen                   |                         |
| Colombia            | 1978               | Colombiaans-Surinaamse betrekkingen                |                         |
| Cuba                | circa 1981         | Cubaans-Surinaamse betrekkingen                    |                         |
| Cyprus              | 25 juli 1980       |                                                    |                         |
| Dominica            |                    |                                                    |                         |
| Duitsland           |                    | Duits-Surinaamse betrekkingen                      |                         |
| Frankrijk           | 25 november 1975   | Frans-Surinaamse betrekkingen                      |                         |
| Ghana               |                    | Ghanees-Surinaamse betrekkingen Creolen en Marrons |                         |
| Grenada             |                    | Grenadiaans-Surinaamse betrekkingen                |                         |
| Guyana              | 25 november 1975   | Guyaans-Surinaamse betrekkingen                    |                         |
| Haïti               |                    | Haïtiaans-Surinaamse betrekkingen                  | Haïtiaanse Surinamers   |
| India               | 1976               | Indiaas-Surinaamse betrekkingen                    | Hindoestanen            |
| Indonesië           | 25 november 1975   | Indonesisch-Surinaamse betrekkingen                | Javaanse Surinamers     |
| Israël              | februari 1976      | Israëlisch-Surinaamse betrekkingen                 | Joodse Surinamers       |
| Japan               | december 1975      | Japans-Surinaamse betrekkingen                     |                         |
| Koeweit             | 31 januari 2024    |                                                    |                         |
| Kosovo              | 2016-2017          | Kosovaars-Surinaamse betrekkingen                  |                         |
| Letland             | 20 mei 2009        |                                                    |                         |
| Libanon             |                    | Libanees-Surinaamse betrekkingen                   | Libanese Surinamers     |
| Libië               |                    | Libisch-Surinaamse betrekkingen                    |                         |
| Litouwen            | 26 maart 2013      |                                                    |                         |
| Malediven           | 23 oktober 2008    |                                                    |                         |
| Marokko             |                    | Marokkaans-Surinaamse betrekkingen                 |                         |
| Mexico              | 1975               | Mexicaans-Surinaamse betrekkingen                  |                         |
| Montenegro          | 14 mei 2010        |                                                    |                         |
| Nepal               | oktober 2018       |                                                    |                         |
| Nederland           | 25 november 1975   | Nederlands-Surinaamse betrekkingen                 | Boeroes                 |
| Oekraïne            | 20 september 2006  | Oekraïens-Surinaamse betrekkingen                  |                         |
| Pakistan            | 25 november 1975   |                                                    |                         |
| Rusland             | 25 november 1975   | Russisch-Surinaamse betrekkingen                   |                         |
| Portugal            | 2 maart 1977       | Portugees-Surinaamse betrekkingen                  | Portugese Surinamers    |
| Servië              | 1976               | Servisch-Surinaamse betrekkingen                   |                         |
| Seychellen          | september 2024     |                                                    |                         |
| Spanje              | 1976               | Spaans-Surinaamse betrekkingen                     |                         |
| Trinidad en Tobago  |                    | Surinaams-Trinidadiaanse betrekkingen              |                         |
| Turkije             | 1976               | Surinaams-Turkse betrekkingen                      |                         |
| Turkmenistan        | 25 juni 1999       |                                                    |                         |
| Verenigd Koninkrijk | 31 maart 1976      | Brits-Surinaamse betrekkingen                      |                         |
| Verenigde Staten    | 25 november 1975   | Amerikaans-Surinaamse betrekkingen                 |                         |
| Venezuela           | 25 november 1975   | Surinaams-Venezolaanse betrekkingen                |                         |
| Vietnam             | 19 december 1997   |                                                    |                         |
| Zuid-Afrika         | 3 februari 1995    | Surinaams-Zuid-Afrikaanse betrekkingen             |                         |
| Zuid-Korea          | 28 november 1975   |                                                    |                         |
| Zwitserland         | 1979               | Surinaams-Zwitserse betrekkingen                   |                         |